# 균형군
위상군론에서, 균형군(均衡群, 영어: balanced group)은 오른쪽 균등 공간 구조와 왼쪽 균등 공간 구조가 일치하는 위상군이다.

## 정의
위상군 {\displaystyle G}에 대하여, 다음 두 조건이 서로 동치이며, 이를 만족시키는 위상군을 균형군이라고 한다.
- 항등원 {\displaystyle 1_{G}\in G}는 켤레 불변 근방(즉, {\displaystyle \forall g\in G\colon gUg^{-1}=U}인 근방 {\displaystyle U\ni 1_{G}})들로 구성된 국소 기저를 갖는다.
- {\displaystyle G}의 오른쪽 균등 공간 구조와 왼쪽 균등 공간 구조는 서로 일치한다.[1]:70, Theorem 1.8.8
- {\displaystyle G} 위에 오른쪽 균등 공간 구조를 주었을 때, 군의 곱셈 {\displaystyle \cdot \colon G\times G\to G}는 균등 연속 함수이다.[1]:79, Exercise 1.8.c
- {\displaystyle G} 위에 왼쪽 균등 공간 구조를 주었을 때, 군의 곱셈 {\displaystyle \cdot \colon G\times G\to G}는 균등 연속 함수이다.[1]:79, Exercise 1.8.c

## 성질
균형군 {\displaystyle G}의 (그 균등 공간 구조에 대한) 완비화 위에는 {\displaystyle G}의 위상군 구조를 확장하는 유일한 위상군 구조가 존재한다. 반면, 일반적인 위상군의 (2개의) 완비화는 위상군을 이룰 필요가 없다. 이는 아벨 위상군의 완비화를 일반화한다. 또한 이는 임의의 위상군의 양쪽 완비화(즉, 오른쪽·왼쪽 균등 공간 구조의 상한에 대한 완비화)가 위상군을 이루는 것의 특수한 경우다.
유니모듈러 군(=왼쪽 하르 측도와 오른쪽 하르 측도가 일치하는 국소 콤팩트 하우스도르프 위상군)에 대하여, 다음 두 조건이 서로 동치이다.
- 균형군이다.
- 왼쪽 폰 노이만 대수에서, 모든 왼쪽 가역원은 오른쪽 가역원이다.[2]:46, Théorème 6

## 예
모든 아벨 위상군은 자명하게 균형군이다. 하이네-칸토어 정리에 따라, 모든 콤팩트 위상군은 균형군이다. 보다 일반적으로 모든 완전 유계 위상군은 균형군이다.

## 참고 문헌
1. 1 2 3  Arhangel’skii, Alexander; Tkachenko, Mikhail (2008). 《Topological groups and related structures》. Atlantis Studies in Mathematics (영어) 1. Paris: Atlantis Press. ISBN 978-90-78677-06-2. MR 2433295. Zbl 1323.22001.
2. ↑  Godement, Roger (1951). “Mémoire sur la théorie des caractères dans les groupes localement compacts unimodulaires”. 《Journal de Mathématiques Pures et Appliquées. Neuvième Série》 (영어) 30: 1–110. ISSN 0021-7824. MR 0041857.